# Carn

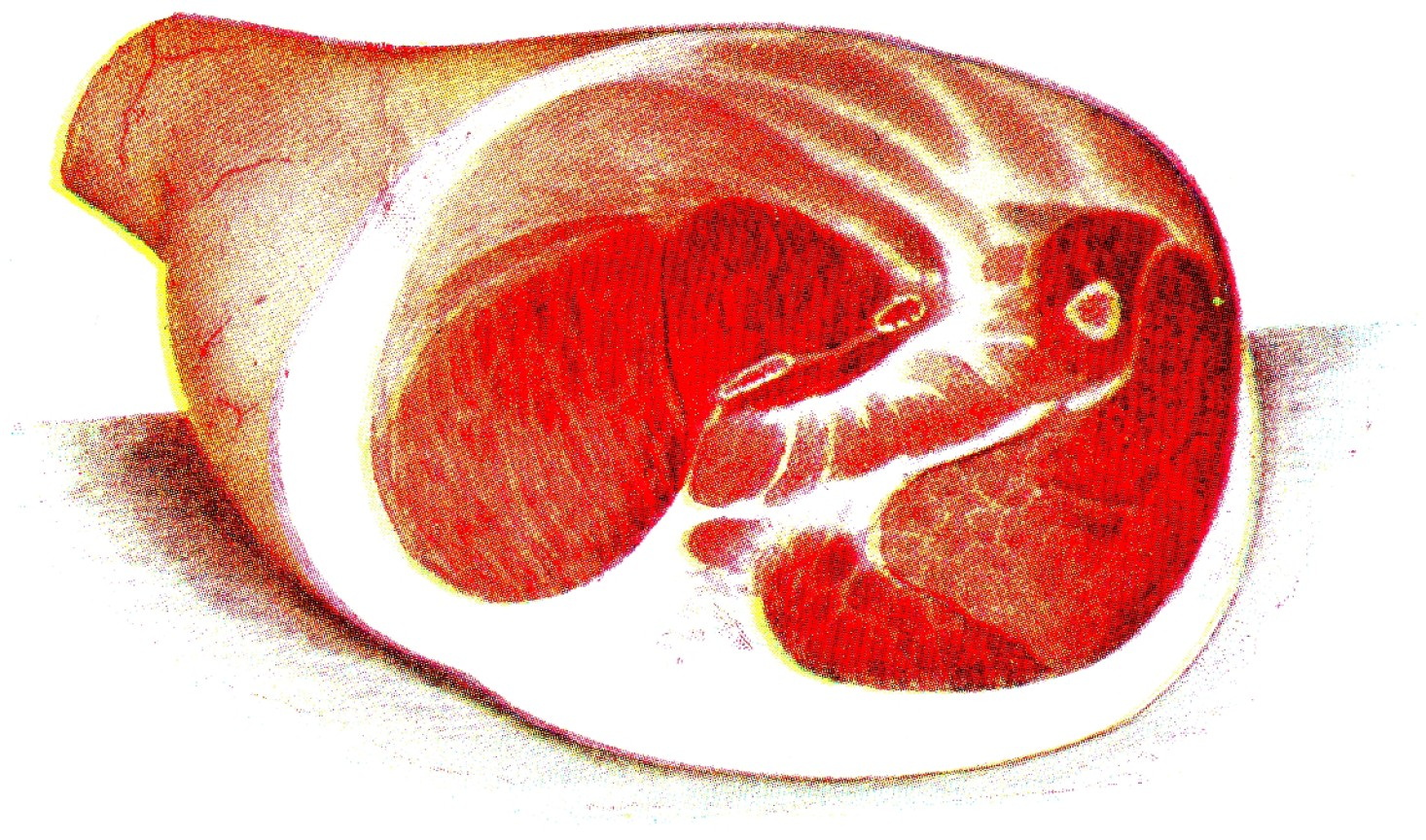
Tros de carn

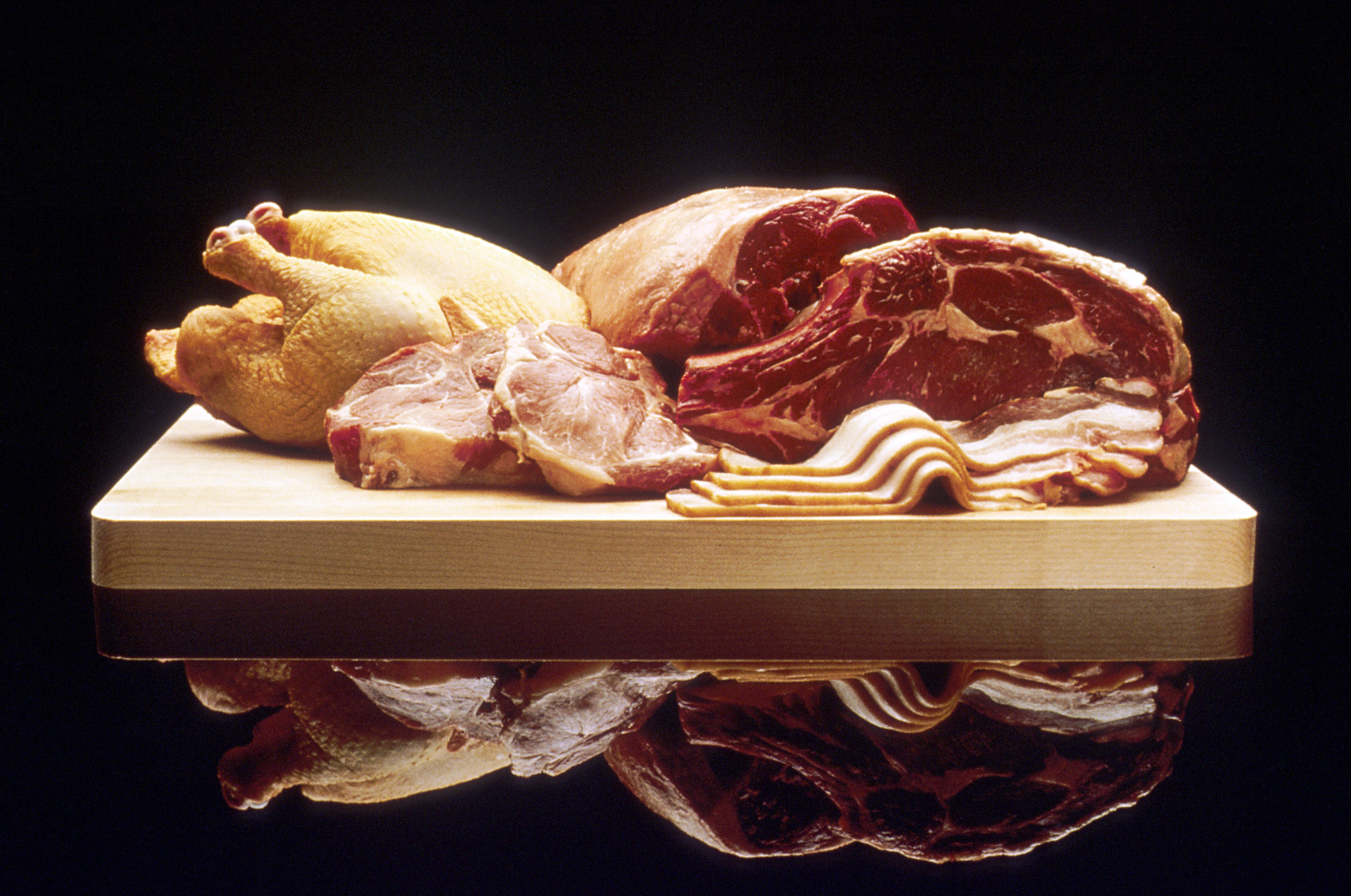
Carn bovina, porcina i de pollastre

La carn és el teixit, principalment muscular, que forma part de la composició d'un animal. La classificació que se'n fa del terme és merament col·loquial i comercial que només s'aplica a animals terrestres (normalment vertebrats: mamífers, ocells, i rèptils), doncs, tot i que es pot aplicar la definició als animals marins, aquests entren a la categoria de peix, encara que els crustacis, mol·luscs i d'altres grups sovint reben el nom de marisc. Més enllà de la seva correcta classificació biològica, altres animals, com els mamífers marins, s'han considerat a vegades carn i d'altres peix.
Des del punt de vista nutricional, la carn és una font habitual de proteïnes, greixos i minerals a la dieta humana. De tots els aliments que s'obtenen dels animals i plantes, la carn és la que rep una millor valoració i apreciació en els mercats i, paradoxalment, també és un dels aliments més evitats i que desvetlla més polèmiques. Els animals que s'alimenten exclusivament de carn es diuen carnívors. Per contra, els animals que no mengen carn i s'alimenten de plantes són coneguts com a herbívors. Les plantes que s'alimenten d'animals i insectes s'anomenen també carnívores (tot i la seva entomologia). Les espècies que mengen carn de preses matades per ells mateixos s'anomenen depredadors i els que l'obtenen d'animals ja morts s'anomenen «carronyaires».
La major part del consum de carn de l'ésser humà prové de mamífers, encara que tan sols s'alimenten d'una petita quantitat de les 3.000 espècies que existeixen. Es consumeix especialment animals ungulats domesticats per a proveir aliment. Les espècies bàsiques per al consum són el bestiar oví, boví, porcí i les aviram, mentre que les espècies complementàries són el bestiar caprí, equí i la caça menor i major. La indústria càrnia és la indústria alimentària que té el major volum de vendes. El consum de carn està creixent a nivell global en consonància amb el creixement de la població mundial, on els països en vies de desenvolupament els que tenen una ràtio de creixement superior. Tanmateix en països desenvolupats com ara Alemanya i Suècia el consum de carn por càpita anual ha disminuït en els últims anys.Aquesta disminució està associada a una major consciència dels efectes adversos de la carn en quant al medi ambient, salut i condicions en les que els animals es troben.

## Història

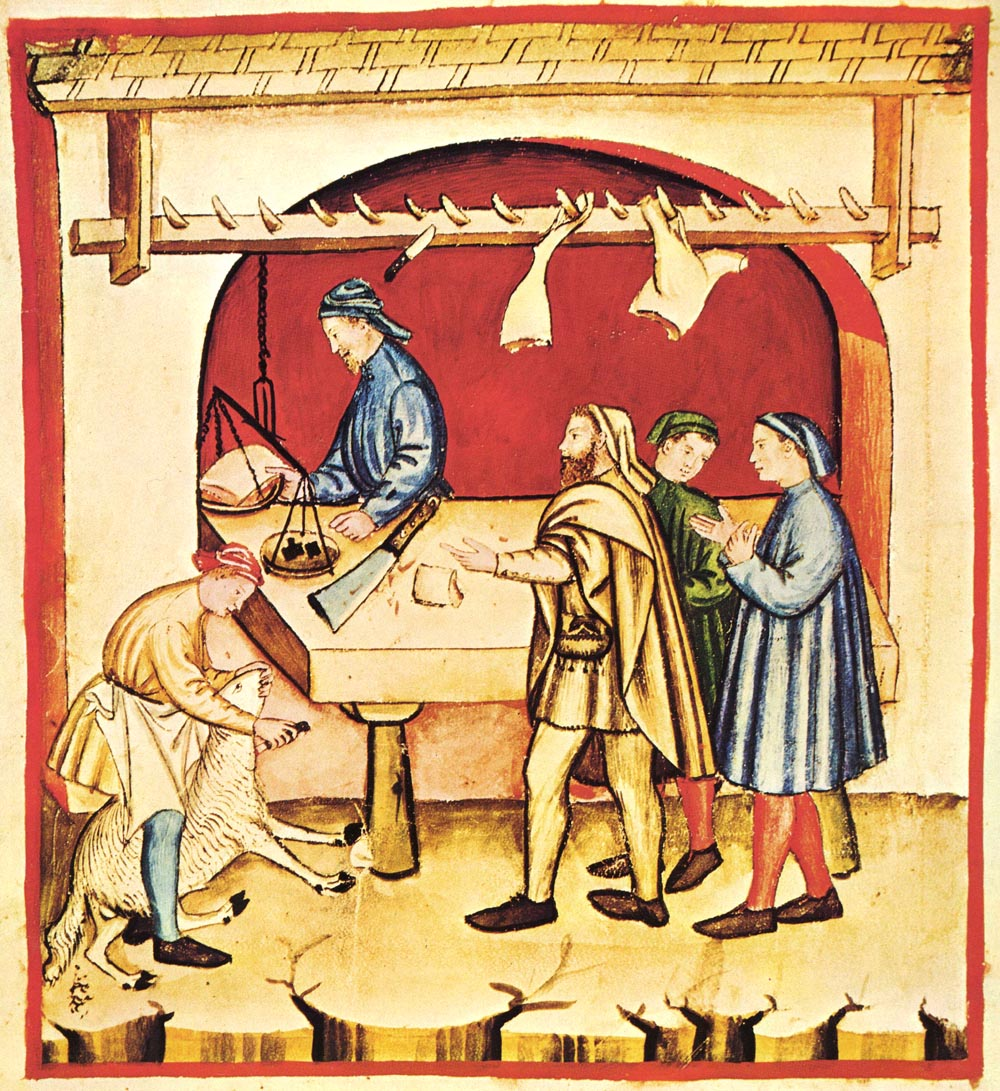
La professió de carnisser estava molt ben valorada a l'edat mitjana.

L'alimentació dels primers homínids (Australopitecs i Homo habilis) és objecte d'estudi i debat, encara que semblaria que s'alimentaven de petits animals o de carronya, com també succeeix en alguns micos antropomorfs (ximpanzés). El domini del foc, una de les traces principals del procés d'hominització sovint s'explica en relació amb la transformació culinària dels aliments, especialment de la carn. L'Homo neanderthalensis i els primers representants de l'espècie humana Homo sapiens, com l'Home de Cromanyó, sotmeses a les conjuntures climàtiques de les glaciacions a Europa i Àsia, tingueren per necessitat un comportament depredador i una elevada proporció de carn en la seva dieta.
Al Neolític, la dieta de les comunitats agrícoles es feren més dependents de les espècies vegetals, mentre que la dieta carnívora deixà de dependre de la caça i se substituí per la domesticació d'alguns animals (com el bos primigenius fa 7.000 anys a Macedònia, Creta i Anatòlia) i a les tasques de ramaderes de les societats pastorils. La carn i el seu consum es limitava sovint a ocasions especials, festives, i estava sovint associat per les cultures antigues a distintes formes de ritual religiós, com l'hecatombe grega (gran sacrifici de cent bous, del grec ἑκατόν, hekatón, «cent» y βοῦς, boũs, «bou»), la pasqua jueva, o la matança del porc practicada en moltes societats. Durant l'època de l'Imperi Romà es consumia sovint la carn de porc domesticat, d'ovella i de cabres, originària fonamentalment de les activitats de pasturatge. L'evolució cultural de diferents models de consum de carn i d'espècies considerades consumibles, prohibides o sagrades en diferents civilitzacions, com les vaques a l'Índia, és un dels temes principals de l'antropologia cultural, que cerca tant les explicacions simbòliques donades per les mateixes cultures o religions com la lògica econòmica social, en equilibri amb el medi ambient (la sostenibilitat ecològica de la ramaderia es compromet quan la pressió demogràfica supera els límits naturals).
| Animal                             | Lloc                                                                              | Domesticació                                  |
| ovella salvatge                    | Orient Mitjà, Nepal, Tibet, Àsia central                                          | Zawi Chemi Shanidar (Iraq)                    |
| cabra salvatge                     | Orient Mitjà, des de Turquia fins l'Afganistan                                    | Ganj-Dareh (Iran)                             |
| boví salvatge                      | En una àrea entre el paral·lel nord 30 ° i 60 ° des d'Europa fins a l'Est d'Àsia. | Nea Nicomedia (Grècia), Çatal Höyük (Turquia) |
| porcí salvatge                     | En una àrea entre el paral·lel nord 20 ° i 60 ° excepte a l'Europa Central        | Cayônü (Turquia)                              |
| gallina salvatge                   | Sud-est d'Àsia i d'Indonèsia                                                      | Xina, Tailàndia i el Vietnam                  |
| Dades extretes de diferents fonts. |                                                                                   |                                               |

En la cuina medieval a Europa, la carn dels animals era un bé reservat per a les classes més altes de societat. El consum de carn d'aviram i porc era freqüent, deixant els grans animals per a l'agricultura. Les preparació de salaó, així com les marinades en vinagre eren habituals per a conservar la carn tot el temps que fos possible. L'Església Catòlica establí alguns regles de dejuni parcial durant la quaresma i altres religions com l'islamisme, com també el judaisme, prohibiren el consum de carn de porc imposant a més a més, regles sobre el sacrifici dels animals destinats al consum humà. La convivència de les tres religions monoteistes en algunes zones, com per exemple la península Ibèrica durant l'edat mitjana, tingueren en la carn un dels punts de conflicte, sotmès a diferents tabús alimentaris i ritus de sacrifici que obligaven a separar les carnisseries segons la religió. En particular, la prohibició del consum de porc per a jueus i per a musulmans els feu ser objecte de burla pels cristians quan aquests eren els dominants; a l'acabament de l'edat mitjana es començà a emprar el terme marrà per a designar als jueus conversos.
En la cuina anglesa l'anyell i el xai tenen un paper important. La carn bovina era més un aliment de luxe. D'aquí ve que es coneguin amb el malnom de beefeaters (menjadors de boví) els guardians de la Torre de Londres, que eren els servents reials amb una bona dieta. A l'edat mitjana (Segle XIII) s'establí la professió de carnisser a les ciutats europees. En el llibre Le Ménagier de Paris publicat l'any 1393 es feu menció al comerç de la carn entre les diferents ciutats europees.
La conversió de la carn a l'època preindustrial va ser molt deficient i produí la necessitat d'emmascarar la putrefacció amb tot tipus d'amaniments i espècies. Des de la baixa edat mitjana, Europa consumia grans quantitats de pebre que era una part important del comerç amb Àsia. Per l'expansió de l'Imperi Turc i després de la caiguda de Constantinoble el 1453 la ruta de la mar Mediterrània oriental va estar obstaculitzada. Això va estimular l'Era de l'exploració que portà als portuguesos a circumnavegar Àfrica i als castellans a emprendre l'expedició de Cristòfor Colom. Amb el descobriment d'Amèrica, els europeus descobriren noves espècies per a la conservació de la carn, com per exemple el pebre vermell.
La colonització europea d'Amèrica a partir del segle xvi suposà un intercanvi d'espècies ramaderes, sobretot des d'Europa cap a Amèrica, ja que a la inversa només va ser significativa la introducció del gall d'indi (al contrari que succeí a l'agricultura, que fou un intercanvi més equilibrat). Els grans animals herbívors s'havien extingit a Amèrica milers d'anys abans, poc abans de l'arribada de l'ésser humà. L'absència d'una ramaderia de carn (més enllà de petits animals) s'ha adduït com una de les causes de l'antropofàgia ritual precolombina (l'antropofàgia o la necrofàgia va aparèixer en moltes altres cultures de diferent nivell de desenvolupament social i àmbit geogràfic, i la seva explicació antropològica i pes en la dieta és molt divers).
La ramaderia de camèlids andins (Llama, vicunya i guanac) no es va estendre a Europa. L'expansió de les espècies introduïdes pels espanyols, fonamentalment l'ovella, s'ha comparat amb el descens paral·lel de la població humana indígena, que va assolir proporcions catastròfiques. La ramaderia bovina va ser especialment important per la facilitat que suposava la simple solta a vastes zones de pastures, com la Pampa argentina, Paisatges ramaders semblants es crearen el segle xix a l'Oest dels Estats Units i a Austràlia. En cada un d'ells es va crear tota una cultura al seu torn, que en la seva primera època se centrava en les pells i la llana, i tractava la carn com un subproducte pràcticament no aprofitable, donada la impossibilitat de conservació i transport als mercats consumidors, que paradoxalment mancaven de tal abundància.
Durant els darrers anys a causa de la gran emprenta ecològica que suposa el consum de carn s'han buscat noves fonts de proteïna que no siguin d'origen animal com és el cas de l'ús de micoproteïna.

## Postures socials
El consum de carn suscita a vegades polèmica social. Algunes persones per raons filosòfiques, mèdiques, ètiques o altres, opten per evitar el consum de carn i són coneguts com a vegetarians i vegans; la seva actitud es basa en la necessitat d'estar en "harmonia amb el món". Altres persones són defensores dels drets dels animals i estan en contra dels sacrificis o de les condicions extremes en les quals es crien o se sacrifiquen els animals que serveixen per al consum humà. Alguns no mengen alguns tipus de carns tractades seguint el procés industrial típic de l'agricultura intensiva, conscienciats per les condicions que sofreixen els animals en les anomenades granges factoria.
De vegades prevalen raons mediambientals, ja que els animals formen part d'una cadena alimentària que contamina i modifica el medi ambient, promou l'agricultura no orgànica, provoca un elevat consum d'aigua, entre d'altres. La carn és l'aliment que més calories necessita per a la seua producció; per cada persona que s'alimentara exclusívament amb carn es podrien alimentar gairebé 10 amb les mateixes calories en forma de vegetals. A més a més, la ramaderia genera entre el 35% i el 40% de la producció antropogènica de metà, un potent gas amb efecte d'hivernacle.
Així mateix, hi ha persones que eviten alimentar-se de carn per motius nutricionals i de salut (en aquests casos l'aportament proteic s'aconsegueix mitjançant altres aliments com ara la llegum i els cereals. Hi ha casos on el consum de carn es restringeix a només un tipus determinat. Per exemple, les religions islàmiques i jueves prohibeixen la carn de porc, algunes religions de l'Índia no permeten el sacrifiqui de vaques i el jainisme prohibeix el consum de carn en general. Aquests grups socials s'alimenten en el seu lloc d'aliments anàlegs a la carn, que també posseeixen propietats nutritives i organolèptiques similars, i que proporcionen proteïnes a les seves dietes. Els esmentats succedanis són elaborats normalment amb proteïna de soja (tempeh i tofu) o seitan (gluten de blat). L'Islam i el judaisme imposen també que el sacrifici d'uns animals determinats que segueixi amb normes rituals molt estrictes i que es duguin a terme per un personal qualificat.
D'una manera semblant, altres religions adopten el consum de carn com un símbol de l'acte sexual i per aquesta raó se sotmet a regles d'abstinència, ja sigui durant un període determinat (els divendres d'abstinència durant la quaresma cristiana i durant el Dimecres de Cendra i el Divendres Sant) o per a tota la vida. En alguns casos el consum de carn és un tabú. Existeixen estudis que relacionen els consum de carn amb la visió intrínseca del mascle (ja que reflecteix les actituds d'un caçador) enfront de la visió més femenina (i vegetariana). Per altra banda, la carn ha vingut significant 'activitat' enfront de la 'inactivitat' dels vegetals.
El significa de la carn ha estat, tanmateix, en les cultures antigues, un acte d'oferiment diví. Així, a la Grècia clàssica es realitzaven ofrenes animals als déus com l'hecatombe, un ritu de sacrifici de quasi un centenar de bous.

## Nutrició
| Font             | kcal    | proteïna | carbohidrats | grassa |
| ---------------- | ------- | -------- | ------------ | ------ |
| Peix             | 110–140 | 20–25 g  | 0 g          | 1–5 g  |
| Pit de pollastre | 160     | 28 g     | 0 g          | 7 g    |
| Bé               | 250     | 30 g     | 0 g          | 14 g   |
| Filet (vaca)     | 275     | 30 g     | 00 g         | 18 g   |
| T-bone           | 450     | 25 g     | 0 g          | 35 g   |

S'han realitzat estudis sobre l'impacte que existeix entre el consum de carn, les dosis mínimes que s'han de tenir en compte, els tipus de carn més consumits, l'efecte que pot tenir en diversos grups de la població: infants, persones grans, esportistes, etc. i existeixen algunes conclusions contundents, mentre que d'altra banda hi ha polèmiques que encara romanen en debat. El que ja no es tema de discussió és que la carn conté un gran valor nutritiu, proporcionant macronutrients com les proteïnes i els àcids grassos, i micronutrients com minerals (principalment ferro), vitamines, etc. El contingut mitjà (en pes) de la carn oscil·la entre un 70% d'aigua, un 20% de proteïna, un 7% de greix i 1% de minerals, encara que les variacions dependran del tipus d'animal, de la raça i del seu règim alimentari.

### Suport dietètic
Des del punt de vista nutricional la carn aporta un gran nombre de proteïnes (20% de la seva massa) i aminoàcids essencials, sent a més responsable de reactivar el metabolisme del cos humà. Cent grams de carn vermella aporten 20,7 gr de proteïnes i la mateixa quantitat de carn blanca aporta 21,9 gr de proteïnes. La carn aporta molt pocs carbohidrats i conté molt poca fibra. L'avantatge fonamental d'una dieta que inclogui la carn respecte a l'exclusivament vegetariana és la major facilitat per aportar la quantitat i varietat necessària d'aminoàcids essencials. El contingut en greixos de la carn depèn en gran manera de les espècies i la raça d'animals així com del tall elegit, la forma en la qual l'animal hagi estat cuidat durant la fase de creixement, els aliments oferts durant aquella fase i els mètodes de cuinat o emprats al seu tall i especejament per la carnisseria. El greix a la carn té dos efectes, d'una banda és un realçador de sabor i per un altre és un mitjà de transport de les vitamines liposolubles. La carn conté poc d'hidrats de carboni (generalment en forma de glucogen) excepte per a la carn de cavall que en té un grau elevat. Des del punt de vista nutricional la carn aporta altres compostos nitrosos diferents de les proteïnes, tal com pot ser la creatina.
A la fi del segle xx comença la recerca de carns lleugers. S'investiga les varietats de bestiar, les condicions de cria i alimentació, per obtenir carny amb menys de greix.
Des del punt de vista dels micronutrients les carns vermelles són una font important de ferro (els altres minerals no suposen més d'1% del pes de la carn) i solen contenir vitamina B12 (absent als aliments vegetals, ja que la vitamina B12 és produïda per microorganismes del terra que viuen en simbiosi amb les arrels de les plantes) i vitamina A (si es consumeix el fetge). La quantitat de vitamines a la carn es veu reduïda en gran manera quan es cuina, i la reducció serà major com més temps es cuini, o com més elevada sigui la temperatura. Algunes carns com la del be o l'ovella són riques en àcid fòlic. Els suports nutricionals de la carn dependran en gran manera de la raça i de l'alimentació a què se l'ha sotmès durant el seu cria. Són molts els nutricionistes que aconsellen menjar carn en moderació i augmentar les racions de verdures variades i fibra, el que es denomina una dieta equilibrada. S'ha demostrat que el consum de carn durant els menjars augmenta l'absorció de ferro en aliments vegetals de dos a quatre vegades. Aquest efecte de millora és conegut amb el nom de «factor de la carn».

## Salut
El greix animal té un grau relativament alt de greixos saturats i de colesterol, el consum d'ambdós compostos està relacionat amb diversos problemes de salut, com per exemple algunes cardiopaties i arterioesclerosi Sobre l'aparició i incidència del càncer de còlon, existeixen estudis que relacionen el consum amb l'aparició d'aquest càncer a la regió del còlon, fonamentat en el consum de greixos i en especial de la carn. L'Organització Mundial de la Salut ha classificat la carn processada com a cancerígena i la carn vermella com a probablement cancerígena. La incidència d'aquestes malalties ha anat canviant els hàbits de consum d'alguns països, així per exemple als Estats Units un estudi mostra com en el període entre 1970-1974 i 1990-1994 el consum de carn de vaca va descendir del 21%, mentre que el consum de carn de pollastre va ascendir del 90%. Així mateix, en països desenvolupats com ara Alemanya i Suècia el consum de carn por càpita anual ha disminuït en els últims anys.Aquesta disminució està associada a una major consciència dels efectes adversos de la carn, entre elles els riscs per la salut, i d'altres com el medi ambient o l'estat dels animals a les macrogranges industrials.

## Impacte ambiental del consum de carn
El consum de carn és un dels principals contribuïdors de la crisi climàtica segons el panell intergovernamental pel canvi climàtic (IPCC) de la ONU. Ja el 2019 l'IPCC va concloure que l’ús de la terra per a fins agrícoles, silvícoles i d’altra índole suposa el 23% de les emissions antropogèniques de gasos d’efecte hivernacle.
Segons Greenpeace, el 80 per cent de la desforestació mundial és resultat de l'expansió agrícola, i la major part es destina ja a alimentar animals, en lloc de persones. A l'Amèrica Llatina s'està produint la desforestació més intensa: el 70 per cent de les terres de l'Amazònia que abans eren boscos avui han estat convertides en pastius i cultius farratgers.
L'IPCC anomena el 2022 que tecnologies alimentàries emergents com la fermentació cel·lular, la carn cultivada i les alternatives vegetals a la carn a base de proteïna vegetal poden aconseguir una reducció substancial de les emissions directes de gasos d'efecte hivernacle en la producció d'aliments. Aquests tecnologies tenen petjades de terra, aigua i nutrients més baixes que la carn així com aborden les preocupacions sobre el benestar animal.
El tema de l'aigua és principalment important en el territori de Catalunya i la resta del mediterrani. Segons Greenpeace, els aliments vegetals requereixen molta menys aigua que la carn i altres productes animals. Concretament, per gram de proteína, la petjadahídrica de la carn de vedella és sis vegades més gran que la de les llegums.

## Consum mundial de carn
La quantitat de carn consumida a cada país varia en gran manera de condicions socials, culturals, econòmiques i polítiques, creences religioses i influència geogràfica. El consum mundial de carn creix a mesura que la renda global augmenta. Aquesta evolució efecte, per exemple, es pot observar a l'examinar la composició de les receptes del segle xix quan la carn s'utilitzava en petites dosis per a donar sabor als plats, amb l'excepció de les receptes de l'alta societat. Tanmateix en països desenvolupats com ara Alemanya i Suècia el consum de carn por càpita anual ha disminuït en els últims anys.Aquesta disminució està associada a una major consciència dels efectes adversos de la carn en quant al medi ambient, salut i condicions en les que els animals es troben.
El consum mundial de carn el 2004 es distribuí de la següent forma: el porc arribà al 38%, el consum d'aviram al 30%, la vedella un 25% i un 7% el d'òvids. S'ha calculat que una persona que viu en un país desenvolupat consumeix al voltant de 30 quilos de carn anualment.
| Rang                                           | Estat     | Producció (en Tsd. t) | Rang | Estat         | Producció (en Tsd. t) |
| ---------------------------------------------- | --------- | --------------------- | ---- | ------------- | --------------------- |
| 1                                              | Xina      | 72.640                | 13   | Austràlia     | 3.751                 |
| 2                                              | EUA       | 38.852                | 14   | Polònia       | 3.266                 |
| 3                                              | Brasil    | 19.919                | 15   | Regne Unit    | 3.212                 |
| 4                                              | Alemanya  | 6.758                 | 16   | Japó          | 3.006                 |
| 5                                              | França    | 6.319                 | 17   | Filipines     | 2.405                 |
| 6                                              | Índia     | 6.032                 | 18   | Vietnam       | 2.375                 |
| 7                                              | Espanya   | 5.726                 | 19   | Països Baixos | 2.278                 |
| 8                                              | Rússia    | 5.138                 | 20   | Indonèsia     | 2.132                 |
| 9                                              | Mèxic     | 5.058                 | 21   | Dinamarca     | 2.121                 |
| 10                                             | Canadà    | 4.533                 | 22   | Pakistan      | 1.985                 |
| 11                                             | Itàlia    | 4.153                 | 23   | Sud-àfrica    | 1.853                 |
| 12                                             | Argentina | 3.951                 | 24   | Tailàndia     | 1.774                 |
| Font: Handelsblatt – Die Welt in Zahlen (2005) |           |                       |      |               |                       |

El consum de carn sovint és elevat en els països productors i és més gran el d'animals de pasturatge que el d'aviram. Cada any creix la població mundial a un ritme de 73 milions de persones i es preveu que la demanda del consum de carn es dobli en el període que va des de 1995 fins al 2020.
La manera de satisfer la demanada mundial és que els agricultors produeixin un 40% més de gra el 2020. L'increment d'àrees de cultiu s'espera que creixi només un cinquena part més entre 1995 i 2020, s'espera que l'increment de la demanda sigui més gran en els països en vies de desenvolupament. En els països desenvolupats durant la dècada de 1990 la demanada de carn cresqué quasi tres vegades més que en els països en vies de desenvolupament. S'estima que el creixement de la demanda serà més gran a l'Àsia oriental, seguit d'Amèrica Llatina.
Els ciutadans dels països desenvolupats consumeixen de mitjana una tercera part de la producció de la carn i una tercera part de la producció de llet i dels seus derivats, però aquesta situació està canviant ràpidament. La quantitat de carn consumida en els països en vies de desenvolupament ha crescut a finals del segle xx tres vegades respecte al consum en els països desenvolupament.

## Noms dels principals talls de carn

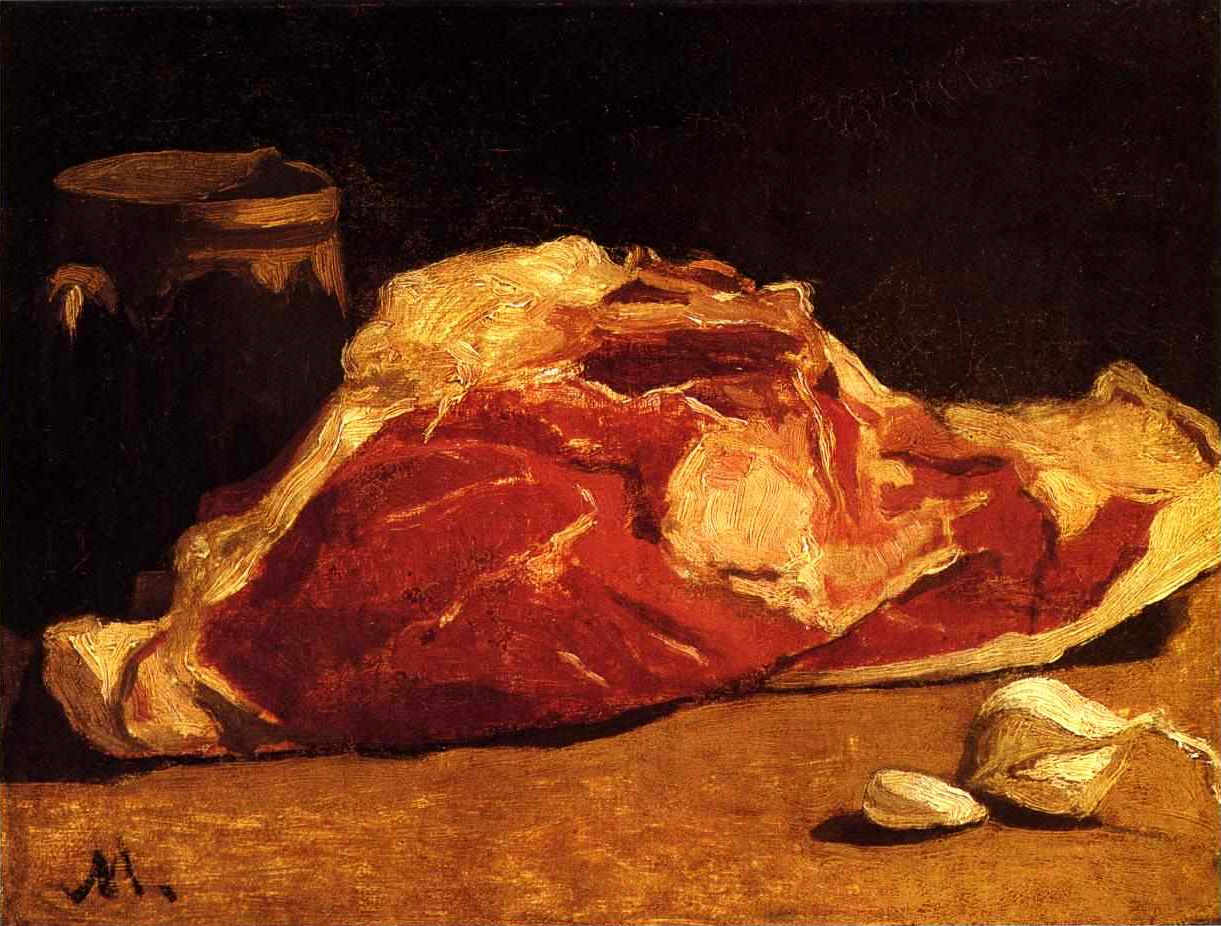
Natura morta de Claude Monet (1864).

- Baix-culata: peça de carn de porcí de primera, melosa, extreta de la cuixa.
- Braó: peça de carn d'oví de tercera corresponent a la part final de la cuixa i l'espatlla.
- Costelles: tros de carn de bou, de moltó, etc., adherida a una costella.
- Cuixa: peça de carn de boví, d'oví, de cabrum o de porcí, corresponent a la pota de darrere entre l'anca i el genoll. També és la peça de carn d'aviram corresponent a l'extremitat posterior entre l'anca i el genoll.
- Culata: tall de carn que correspon a la part superior del pernil i que es troba en contacte amb l'anca.
- Culata d'espatlla: peça de carn de boví de primera B situada a l'espatlla, per sota la llata.
- Entrecot: tros de carn tallat entre dues costelles.
- Epigrama: filet fi de la carn més delicada del xai i d'alguns ocells.
- Falda: peça de carn de boví o d'oví corresponent a la part lateral del ventre.
- Galta: peça de carn d'oví, de porcí, etc., corresponent a la galta de l'animal.
- Garró: peça de carn de porcí corresponent al genoll.
- Llata: peça de carn de boví de primera B, recoberta d'un tel exterior i amb un nervi intern, situada damunt d'espatlla.
- Llata gruixuda: carn de la part exterior de l'espatlla del bou.
- Llata prima: carn de la part interior de l'espatlla del bou.
- Llom: peça de carn de porcí extra, magra i gustosa, corresponent a la part superior de l'animal entre les llonzes de coll i les anques.
- Llonza: tros de carn de moltó, porc, vaca, etc., adherida a una falsa costella.
- Llonza del coll: cadascuna de les llonzes de porc, de carn de segona, que presenten més greix que les altres i que s'obtenen de la part del coll.
- Papada: peça de carn de boví de tercera, eixuta, de forma plana i de poc gruix, situada davant l'espatlla. També és una peça de carn de porcí que conté una bona proporció de greix, situada a sota el coll.
- Peixet: peça de carn de boví de primera B, de forma triangular, magra i tendra, corresponent a la part anterior de la cuixa.
- Pit (de bou, de vedella): peça de carn de boví o d'oví de tercera, corresponent a la part davantera de l'animal, entre les espatlles.
- Retall: cadascun dels talls de carn petits que es produeixen en separar la cansalada.
- Revés d'espatlla: peça de carn de boví de segona, plana i de no gaire gruix, situada a la part superior davantera de l'espatlla.
- Tall que es pela: tros de carn situat a la part inferior del bestiar boví, entre les costelles i l'interior de l'espatlla i el pit.
- Tall rodó de l'espatlla: peça de carn de boví de primera B, llarga i rodona, amb un dels extrems més prim i un nervi central que separa dues parts magres, corresponent a la part anterior de l'espatlla, entre la llata i la culata d'espatlla.
- Tall rodó de la cuixa: peça de carn de boví de primera, llarga i rodona, magra, eixuta i sense nervi, corresponent a la part posterior de la meitat superior de la cuixa, darrere la culata.

## Processaments tradicionals previs al consum

### Carn fresca
Una de les maneres de consumir carn és quan s'anomena fresca, amb l'animal sacrificat fa poc i esquarterat de forma correcta.
Algunes carns es comercialitzen al cap d'un cert temps, sense deixar de considerar-se fresques. Cada tipus de carn té un període òptim de consum (període de maduració). Algunes peces de caça, segons els experts, han de reposar uns quants dies (sense refrigerar) de manera que la carn quedi en condicions òptimes. Un exemple típic és el del faisà, que ha donat nom francès al procés de sobre maduració: faisandage.

### Carn deshidratada
Una manera de conservar la carn que no es pot consumir de forma immediata és assecant-la o deshidratant-la. Hi ha moltes variants regionals, amb procediments específics i denominacions més o menys conegudes (per exemple la cecina). A Sud Àfrica, per exemple, és comú el Biltong, que es caracteritza per ser una carn seca.

#### Assecament al sol
La forma més senzilla i primitiva d'assecar carn i peix és estendre el producte en porcions primes i planes i exposar-lo a l'aire lliure. Una de les variants era el charqui.

#### Ruta deltasajo
Una varietat de carn deshidratada o assecada al sol, el tasajo, va donar nom a una ruta comercial que seguien molts vaixells comercials catalans.

### Carn fumada
Com a forma de conserva, el fumatge era conegut i practicat des de temps remots. Des del punt de vista gastronòmic, els productes fumats tenen una textura i un sabor diferenciats amb comparació amb les matèries originals.

### Carn salada
Abans de la refrigeració, la dieta dels marineres embarcats es basava en productes salats: bou salat, porc salat, bacallà salat,...

### Altres sistemes de conserva
Des dels escorxadors fins a les carnisseries és freqüent el transport en vehicles refrigerats. Un sistema semblant semblant es emprat en els productes de la pesca.
La congelació de carns, peixos i mariscs permet la seva conservació per períodes molt llargs.
En qualsevol estat dels productes, l'envasat al buit millora la conservació.

## Documents
- 1395? El Llibre del mostassaf de Mallorca indica 62 normes per als carnissers.[45]
  - Hi havia l'obligació de treure l'espina (la medul·la) dels animals bovins de més de tres anys. (Vegeu Encefalopatia espongiforme bovina).
- 1423. El marquès de Villena, Enrique de Villena, escrigué Arte cisoria. Una obra que enumera la carn de diversos animals que es menjaven a la seva època.[46]

| «                                     | ... se comen otras (carnes) por melezina; así como la carne del omne para las quebrantaduras de los huesos e la carne del perro para calcar los dientes, la carne del tasugo viejo por quitar el espanto e temor del coracón, la carne del milano para quitar la sarna, la carne de la habubilla para aguzar el entendimiento, la carne del cavallo para fazer omne esforcado, la carne del león para ser temido, la carne de la enzebra para quitar pereza... | » |
| — Arte cisoria. Marqués de Villena. . | |   |

- 1832. Tratado general de carnes. L'autor indicat a la referència és Ventura de Peña y Valle. Joan Perucho parlava d'un autor de nom diferent: Faustino de la Peña.[47]
  - L'obra parla de moltes menes de carns.
- 1857. Pere Felip Monlau i Roca. Elementos de Higiene privada, ó arte de conservar la salud del individuo[48]
- 1858. Encyclopaedia of Rural Sports Or Complete Account of Hunting, Shooting, Fishing, Racing ...[49]
  - Aquest llibre conté una bona relació de carns de caça. Incloent alguns animals exòtics.